# Полотебнов, Андрей Григорьевич
Андрей Григорьевич Полотебнов (1843—1906) — русский богослов, духовный писатель.

## Биография
Родился 4 (16) июля 1843 года в селе Дубовом Раненбургского уезда Рязанской губернии, был сыном сельского священника. Учился в Рязанском духовном училище, затем в Рязанской духовной семинарии, которую окончил в 1864 году первым учеником. После окончания семинарии на казённый счет был послан в Московскую духовную академию. После окончания в 1868 году академии преподавал Священное Писание и еврейский язык в Псковской духовной семинарии; вместе с М. И. Кунинским участвовал в издании противораскольнического журнала «Истина».
Через два года перешёл в Вифанскую духовную семинарию. В 1874 году он принял сан священника и поступил на должность законоучителя в Константиновский межевой институт, где был настоятелем домового храма святых равноапостольных Константина и Елены. Одновременно он преподавал Закон Божий во 2-й мужской, 4-й мужской и 2-й женской гимназиях.
С 1891 по 1901 год был издателем и редактором журнала «Радость христианина при чтении Библии как Слова жизни». С 1899 года он был настоятелем храма Апостолов Петра и Павла на Новой Басманной.
А. Г. Полотебнов был членом Общества любителей духовного просвещения, Общества распространения Священного Писания в России, членом-учредителем Отдела публичных Богословских чтений, председателем Московского Общества законоучителей, членом Комиссии по устройству публичных народных чтений в Москве.
Кроме магистерской диссертации «Св. Евангелие от Луки. Православное критико-экзегетическое исследование против Ф. X. Баура» (Москва, 1873), написал следующие работы: «Соборные послания апостола любви св. Иоанна Богослова» (Москва, 1875); «Исторические свидетельства об изучении Библии в хронологическом порядке» (: тип. И. и А. Давиденко, 1875), «Общение живых и умерших» (Киев, 1891), «Библия и астрономия» (Киев, 1892), «Пение в храме» (Киев, 1896), «О религиозном чувстве» (Киев, 1897) и другие работы. Написал большое количество популярных брошюр о Библии, всячески стремился к распространению библейских знаний.

## Сочинения
- Библия и астрономия. — М.: Тип. Снегиревой, 1892. — 8 с.
- Блаженство умирающих о Господе // Радость христианина. — 1898. — Кн. 7-8. — С. 97-106.
- 2-е Соборное Послание св. Апостола Иоанна Богослова, с подробными объяснительными примечаниями // Чтения в О-ве любителей духов, просвещения. — 1872. — Авг. — С. 1-17; Сент. — С. 128—132.
- Второй Иерусалимский храм // Радость христианина. — 1894. — Кн. 3. — С. 270—275.
- Деяния св. Апостолов на славянском и русском наречии: Общедоступное истолковательное чтение. Вып. 1. — М., 1875. — 146 с.
- Евангелие от Луки: Критико-экзегетическое исследование против Баура // Чтения в О-ве любителей духов, просвещения. — 1873. — Янв. — С. 28-69; Февр. — С. 167—100; Март. — С. 314—329; Май. — С. 508—551; Авг. — С. 87-115.
- Иерусалимский храм времени Иисуса Христа // Радость христианина. — 1892. — Кн. 6.
- Из мыслей о Тайне искупления // Радость христианина. — 1892. — Кн. 2.
- Изъяснение 1-го Послания св. Апостола Иоанна // Чтения в О-ве любителей духов, просвещения. — 1871. — Авг. — С. 1- 12; Сент. — С. 1-10; Нояб. — С. 1-13; Дек. — С. 1-10.
- Искушение современного общества: Слово на Новый год. — М.: Унив. тип., 1886. — 7 с.
- Истина бессмертия души, по учению о Промысле Божием. — М., 1896.
- Истолковательное чтение текста Книги Деяний св. Апостолов о сошествии Святаго Духа // Радость христианина. — 1893. — Кн. 6. — С. 48-60.
- К вопросам об изображении Распятого Спасителя // Радость христианина. — 1894. — Кн. 10. — С. 132—137.
- Кому открываются истины Евангелия // Радость христианина. — 1896. — Кн. 2. — С. 303—318.
- Конспект сравнительного чтения Четвероевангелия // Вера и Церковь. — 1905. — С. 383—400.
  -    То же. — 2-е изд. — М.: Печатня Снегиревой, 1906. — 20 с: ил.
- Мессианское значение типологических псалмов по Генгстенбергу: По поводу толкования Псалтири епископа Палладия. — М.: Тип. «Рус. ведомостей», 1872. — 68 с. — Из: Чтения в О-ве любителей духов, просвещения. — 1872.
  -  2-е изд. — М., 1878.
- Нагорная проповедь Спасителя: Из библейских бесед. — М.: Тип. Снегиревых, 1905. — 34 с: ил.
- Необходимое свойство веры // Радость христианина. — 1898. — Кн. 5. — С. 490—500.
- О влиянии учителей внешних предметов на религиозно-нравственное воспитание детей: Памяти Василия Никитича Веселова, учителя каллиграфии Константиновского межевого института. — М.: Тип. Снегиревых, 1891. — 20 с.
- О внезапной смерти: Слово на погребение директора Константиновского межевого института Е. С. Кострова. — М.: Тип. Снегиревых, 1887.
- О внешнем Богопочтении: Против христиан, проповедующих религию сердца. — М.: Тип. Снегиревой, 1882.
- О враче-христианине: Слово на погребение доктора И. Н. Астрова. — М., 1897.
- О высоком значении духовника в Церкви Христовой: Слово на торжество 50-летия священства духовника Ивановского сорока Москвы священника Иоанна Александровича Каринского. — М.: Тип. Снегиревых, 1889. — 8 с.
- О жизни и смерти: Слово на погребение князя И. А. Мещерского.- М., 1884.
- О законоучительстве: Слово по случаю 25-летия служения законоучителя протоиерея П. А. Смирнова. — М., 1886.
- О значении бедствий войны: Слово на панихиде по командире Русского флота Стефане Макарове и сподвижникам его. — М.: Унив. тип., 1904. — 15 с.
- О книгах Нового Завета и объяснительные примечания к тексту Евангелия от Матфея: Гл. 1-4, 11. — М.: Печатня Снегиревой, 1895. — 70 с: ил.
- О милосердии и делах милости как обязательной для всех заповеди Христовой: Мысли и чувства в день празднования святителя Николая. — М., 1900. — 11с. — Отт. из: Радость христианина. — 1900.
- О назначении женщины: Речь окончившим курс воспитанницам женской гимназии // Радость христианина. — 1898. — Кн. 9.- С. 205—210.
- О направлении и задачах праздничного журнала «Радость христианина при чтении Библии как слова жизни, по руководству Православной Кафолической Церкви». — М.: Тип. Снегиревой, Ценз. 1893. — 28 с. — Библиогр. в конце текста.
- О необходимости братского союза любителей Библейской археологии и древней иконографии // Радость христианина. −1894. — Кн. 1. — С. 34-43.
- О признаках действия Духа Божия в нас // Радость христианина. — 1898. — Кн. 5. — С. 451—460.
- О призывании Святых в молитвах наших: Из писем истинного друга. — Псков, 1869.
- О развитии и образовании сердца: По поводу статьи «Детской помощи» о законоучительстве. — М.: Тип. Снегиревых, 1887.- 15 с.
- О религиозном чувстве: Публичное богословское чтение 19 марта 1901 г. в Москве в зале Синодального училища церковного пения. — М., 1901. — 25 с. — Отт. из: Радость христианина. — 1901.
- О религиозном чувстве: Слово над гробом воспитанника Константиновского межевого института В. М. Плетнева (10 дек. 1896 г.). — М.: Унив. тип., 1897. — 16 с.
- О святом деле научения и воспитания: Слово на погребение инспектора Константиновского межевого института A. M. Ламовского. — М., 1894.
- О смирении и скромности как основных качествах христианской души: Воспитывающимся в учебных заведениях. — М., 1893.
- О спасительном действии Духа Святаго на душу христианина при чтении Слова Божия // Радость христианина. — 1893. — Кн. 9. — С. 80-90.
- О тайне благодатного света молитвы // Радость христианина. — 1894. — Кн. 8. — С. 391—395.
- О тайне служения Иисуса Христа как Божественного Учителя: Публичное богословское чтение 13 марта 1897 г. — М.: Печатня Снегиревой, Ценз. 1898. — 30 с. — Отт. из: Радость христианина. — 1898.
- О хранении сердца: Прощальный завет законоучителя. — М.: Тип. Борисенко, 1903. — 8 с. — Отт. из: Вера и Церковь.
- Об изучении Библии: Исторические свидетельства в хронологическом порядке. — Киев: Тип. Давиденко, 1875. — 18 с. — Из: Воскрес, чтение. — 1875.
- Об учителе как высоком общественном деятеле: Слово пред отпеванием учителя словесности С. А. Варшера, произнесенное священником А. Полотебновым 11 марта 1889 г. — М.: Тип. Снегиревых, 1889. — 6 с. — Отт. из: Детская помощь. — 1889.
- Образное представление пророческого смысла Притч. 9:1-11 // Радость христианина. — 1895. — Кн. 3.
- Общение живых и умерших: Слово в Родительскую субботу. — М.: Типо-лит. Ефимова, Ценз. 1891. — 10 с. — Из: Кормчий. — 1891.
- Общие молитвы и общий хор Древней Церкви // Радость христианина. — 1891. — Кн. 3. — С. 27-50.
- По поводу открытия мощей святителя и чудотворца Феодосия Черниговского: С изображением святителя и автографом его // Радость христианина. — 1896. — Кн. 11. — С. 243—250.
- Памяти преподобного Сергия, игумена Радонежского и всея России чудотворца // Радость христианина. — 1893. — Кн. 10. — С. 46-56.
- Пение в храме как средство к благодатному сообщению богооткровенных истин. — М., 1896. — 16 с. — Отт. из: Радость христианина. — 1896.
- Первое и главное средство спасения от всенародного бедствия. — М.: Унив. тип., 1905. — 13 с.
- Православие как сила Отечества нашего // Радость христианина. — 1896. — Кн. 11. -С. 215—219.
- Промыслом Божиим посланное испытание русскому народу: Слово в день рождения государыни императрицы Александры Феодоровны 25 мая 1904 г.. произнесенное в Московском Успенском соборе. — М.: Унив. тип., 1904. — 18 с. — Отт. из: Моск. ведомости. — 1904.
- Пророчества как доказательства Богодухновенности Библии // Радость христианина. — 1898. — Кн. 6. — С. 544—561.
- Псалом 44 // Чтения в О-ве любителей духов, просвещения. — Окт. — С. 200—233; Нояб. — С. 296—329.
- Радость Господня — сила наша: Из мыслей и чувств на праздник Благовещения // Радость христианина. — 1898. — Кн. 3. — С. 265—272.
- Распространение Царства Христова в мире // Радость христианина. — 1893. — Кн. 8. — С. 23-41.
- Руководство к последовательному толковательному чтению Евангелия: С общим введением о книгах Нового Завета: (Для учащихся в средних учебных заведениях и всех внимающих тексту Евангелия). — М.: Печатня Снегиревой, 1905 (обл. 1906).
- Евангелие от Матфея. — 1905. — 213 с. разд. паг.: ил. — Библиогр.: с. XIV.

   [Прил.]: Конспект сравнительного чтения Четвероевангелия. — 1906. — 20 с: ил. — Библиогр.: с. 5-6.
- Святое Евангелие от Луки: Православное критико-экзегетическое исследование против Ф. Х. Баура. — М., 1873. −160 с. — Из: Чтения в О-ве любителей духов, просвещения. — 1873.
- Слово на погребение воспитанника Константиновского межевого института Владимира Васильевича Зограф: Истина бессмертия по учению о Промысле Божием. — Тула: Тип. Губ. правл., 1896. — 7 с.
- Слово на празднование 100-летнего юбилея Константиновского межевого института: О праве собственности по христианскому учению: (Произнесено 21 мая 1879 г.) — М.: Унив. тип., 1879. — 12 с.
- Смерть и воскресение: Слово на погребение доктора Петра Николаевича Федорова. — М.: Тип. Снегиревой, Ценз. 1904. — 12 с: ил.
- Соборные Послания Апостола любви св. Иоанна Богослова на славянском языке и русском наречии: С предисловиями и подробными объяснительными примечаниями / Общедоступ. изд. с отдельным прил. научных указаний священника Андрея Полотебнова. — М.: Тип. «Соврем, изв.», 1875. — С. 295—297.
- Тайна и сила упования на Бога // Радость христианина. — 1896. — Кн. 8. — С. 316—337.
- 3-е Соборное Послание св. Апостола Иоанна Богослова с подробными объяснительными примечаниями // Чтения в О-ве любителей духов, просвещения. — 1872. — Октябрь. — С. 151—171
- Три основные заповеди христианства // Радость христианина. — 1891. — Кн. 2. — С. 65-76.
- Хлеб жизни // Радость христианина. — 1893. — Кн. 1. — С. 38-48.
- Христос как отрок и юноша // Радость христианина. — 1893. — Кн. 3. — С. 75-80.
- Царство света Христова: Из размышлений о Преображении Господнем. — М.: Тип. Снегиревой. 1893. — 26 с: ил. — Из: Радость христианина. Перевод, издание
- Введение в чтение Нового Завета: Из академических лекций митрополита Филарета / Пер. с латинской рукописи 1817 г. — М.: Тип. Снегиревой, 1892. — 30 с.
- Письмо св. Киприана Карфагенского к Донату / Пер. // Радость христианина. — 1898. — Кн. 1.
- Светлая радость православного христианина: Пасхальный сборник / Изд. — М.: Тип. Снегиревой, 1891. — 88 с, [1] л. ил.